# Mame Biram Diouf
Mame Biram Diouf (Dakar, 16 dicembre 1987) è un calciatore senegalese, attaccante del Keçiörengücü.

## Carriera

### Club
Diouf ha cominciato la carriera con il Diaraf e si è unito ai norvegesi del Molde a gennaio 2007. Il 12 luglio 2009 mette a segno 4 gol nella partita vinta per 5-2 dal Molde contro Brann. I primi 3 gol sono stati segnati nei primi 10 minuti della partita mentre il quarto al 27º del primo tempo. Il 17 luglio 2009, Molde e Manchester United hanno annunciato l'accordo per il trasferimento del calciatore agli inglesi. L'accordo prevede il prestito del calciatore al Molde fino a gennaio 2010, quando il calciatore si unirà ai Red Devils.
Il 16 gennaio 2010 sigla la sua prima rete in Premier League, al 90' della gara poi vinta 3 a 0 contro il Burnley. Nello scampolo di stagione con il Manchester United, ha collezionato cinque presenze e una rete in campionato. Il 6 agosto 2010, è stato prestato al Blackburn Rovers per tutta la stagione. Con i Rovers segna i suoi primi gol nella partita di Coppa di Lega contro il Norwich City, firmando una tripletta. Nella sua prima partita di campionato come titolare mette a segno il gol del momentaneo pareggio contra l'Arsenal, nella partita finita però 1-3. Il 28 dicembre 2010 realizza il terzo gol con la maglia del Blackburn contro il West Bromwich chiudendo così la partita (3-1).
Il 29 gennaio 2012 firma un contratto biennale per l'Hannover 96. Il 4 febbraio 2012 fa il suo esordio con la nuova maglia nella partita vinta per 1 a 0 contro l'Hertha Berlino ed entrando nella ripresa realizza il decisivo assist per il gol di Abdellaoue. Il 19 febbraio 2012 segna il primo gol con la nuova maglia nella vittoria casalinga contro lo Stoccarda (4-2). Quattro giorni dopo, il 23 febbraio, si rende decisivo anche in Europa dove grazie al suo gol l'Hannover sconfigge per 1-0 il Club Brugge in casa e si qualifica agli ottavi di Europa League. Realizza la sua prima doppietta in campionato il 18 marzo 2012 ai danni del Colonia, partita poi terminata 4-1.
Dopo un lungo infortunio torna il 26 settembre 2012 nella sfida vinta 4-1 contro il Norimberga, ma il 7 settembre realizza, nei minuti finali, il gol che vale il pareggio contro i campioni in carica del Borussia Dortmund.
Svincolatosi dall'Hannover, firma un contratto quadriennale con lo Stoke City.

### Nazionale
Diouf ha giocato diciotto volte per il Senegal under 20, tra il 2004 e il 2007. In queste apparizioni, ha messo a segno sette reti.
Esordisce, come titolare, nella nazionale maggiore senegalese nell'amichevole vinta 2-1 contro il Congo. L'11 agosto 2010 realizza il suo primo gol con la nazionale maggiore durante la partita amichevole contro il Capo Verde.

## Statistiche

### Presenze e reti nei club
Statistiche aggiornate al 1º dicembre 2024.
| Stagione                 | Squadra                  | Campionato               | Campionato | Campionato | Coppe nazionali | Coppe nazionali | Coppe nazionali | Coppe continentali | Coppe continentali | Coppe continentali | Altre coppe | Altre coppe | Altre coppe | Totale | Totale |
| Stagione                 | Squadra                  | Comp                     | Pres       | Reti       | Comp            | Pres            | Reti            | Comp               | Pres               | Reti               | Comp        | Pres        | Reti        | Pres   | Reti   |
| ------------------------ | ------------------------ | ------------------------ | ---------- | ---------- | --------------- | --------------- | --------------- | ------------------ | ------------------ | ------------------ | ----------- | ----------- | ----------- | ------ | ------ |
| 2007                     | Molde                    | 1D                       | 22         | 10         | CN              | 0               | 0               | -                  | -                  | -                  | -           | -           | -           | 22     | 10     |
| 2008                     | Molde                    | ES                       | 23         | 7          | CN              | 5               | 4               | -                  | -                  | -                  | -           | -           | -           | 28     | 11     |
| 2009                     | Molde                    | ES                       | 29         | 16         | CN              | 7               | 8               | -                  | -                  | -                  | -           | -           | -           | 36     | 24     |
| Totale Molde             | Totale Molde             | Totale Molde             | 74         | 33         |                 | 12              | 12              |                    | -                  | -                  |             | -           | -           | 86     | 45     |
| gen.-giu 2009            | Manchester Utd           | PL                       | 5          | 1          | FACup+CdL       | 0+1             | 0               | UCL                | 0                  | 0                  | CS          | 0           | 0           | 6      | 1      |
| 2010-2011                | Blackburn                | PL                       | 26         | 3          | FACup+CdL       | 1+2             | 0+3             | -                  | -                  | -                  | -           | -           | -           | 29     | 6      |
| 2011-gen. 2012           | Manchester Utd           | PL                       | 0          | 0          | FACup+CdL       | 0+3             | 0               | UCL                | 0                  | 0                  | -           | -           | -           | 3      | 0      |
| Totale Manchester United | Totale Manchester United | Totale Manchester United | 5          | 1          |                 | 4               | 0               |                    | 0                  | 0                  |             | 0           | 0           | 9      | 1      |
| gen.-giu. 2012           | Hannover 96              | BL                       | 10         | 6          | CG              | -               | -               | UEL                | 5                  | 4                  | -           | -           | -           | 15     | 10     |
| 2012-2013                | Hannover 96              | BL                       | 28         | 12         | CG              | 2               | 2               | UEL                | 6                  | 3                  | -           | -           | -           | 36     | 17     |
| 2013-2014                | Hannover 96              | BL                       | 19         | 8          | CG              | 1               | 0               | -                  | -                  | -                  | -           | -           | -           | 20     | 8      |
| Totale Hannover          | Totale Hannover          | Totale Hannover          | 47         | 26         |                 | 3               | 2               |                    | 11                 | 7                  |             | -           | -           | 71     | 35     |
| 2014-2015                | Stoke City               | PL                       | 34         | 11         | FACup+CdL       | 2+2             | 0+1             | -                  | -                  | -                  | -           | -           | -           | 38     | 12     |
| 2015-2016                | Stoke City               | PL                       | 26         | 5          | FACup+CdL       | 2+2             | 0               | -                  | -                  | -                  | -           | -           | -           | 30     | 5      |
| 2016-2017                | Stoke City               | PL                       | 27         | 1          | FACup+CdL       | 0+1             | 0               | -                  | -                  | -                  | -           | -           | -           | 28     | 1      |
| 2017-2018                | Stoke City               | PL                       | 35         | 6          | FACup+CdL       | 1+1             | 0               | -                  | -                  | -                  | -           | -           | -           | 37     | 6      |
| 2018-2019                | Stoke City               | FLC                      | 14         | 0          | FACup+CdL       | 1+1             | 0               | -                  | -                  | -                  | -           | -           | -           | 16     | 0      |
| 2019-2020                | Stoke City               | FLC                      | 8          | 1          | FACup+CdL       | 0               | 0               | -                  | -                  | -                  | -           | -           | -           | 8      | 1      |
| Totale Stoke City        | Totale Stoke City        | Totale Stoke City        | 144        | 24         |                 | 13              | 1               |                    | -                  | -                  |             | -           | -           | 157    | 25     |
| 2020-2021                | Hatayspor                | SL                       | 38         | 19         | TK              | 0               | 0               | -                  | -                  | -                  | -           | -           | -           | 38     | 19     |
| 2021-2022                | Hatayspor                | SL                       | 35         | 12         | TK              | 2               | 0               | -                  | -                  | -                  | -           | -           | -           | 37     | 12     |
| Totale Hatayspor         | Totale Hatayspor         | Totale Hatayspor         | 73         | 31         |                 | 2               | 0               |                    | -                  | -                  |             | -           | -           | 75     | 31     |
| 2022-2023                | Konyaspor                | SL                       | 28         | 9          | TK              | 1               | 1               | -                  | -                  | -                  | -           | -           | -           | 29     | 10     |
| 2023-2024                | Göztepe                  | 1L                       | 13         | 2          | TK              | 0               | 0               | -                  | -                  | -                  | -           | -           | -           | 13     | 2      |
| 2024-2025                | Keçiörengücü             | 1L                       | 9          | 5          | TK              | 1               | 3               | -                  | -                  | -                  | -           | -           | -           | 10     | 8      |
| Totale carriera          | Totale carriera          | Totale carriera          | 419        | 134        |                 | 39              | 22              |                    | 11                 | 7                  |             | 0           | 0           | 469    | 163    |

### Cronologia presenze e reti in nazionale
| Cronologia completa delle presenze e delle reti in nazionale ― Senegal | Cronologia completa delle presenze e delle reti in nazionale ― Senegal | Cronologia completa delle presenze e delle reti in nazionale ― Senegal | Cronologia completa delle presenze e delle reti in nazionale ― Senegal | Cronologia completa delle presenze e delle reti in nazionale ― Senegal | Cronologia completa delle presenze e delle reti in nazionale ― Senegal | Cronologia completa delle presenze e delle reti in nazionale ― Senegal | Cronologia completa delle presenze e delle reti in nazionale ― Senegal |
| Data                                                                   | Città                                                                  | In casa                                                                | Risultato                                                              | Ospiti                                                                 | Competizione                                                           | Reti                                                                   | Note                                                                   |
| ---------------------------------------------------------------------- | ---------------------------------------------------------------------- | ---------------------------------------------------------------------- | ---------------------------------------------------------------------- | ---------------------------------------------------------------------- | ---------------------------------------------------------------------- | ---------------------------------------------------------------------- | ---------------------------------------------------------------------- |
| 12-8-2009                                                              | Kinshasa                                                               | RD del Congo                                                           | 1 – 2                                                                  | Senegal                                                                | Amichevole                                                             | -                                                                      |                                                                        |
| 5-9-2009                                                               | Cabinda                                                                | Angola                                                                 | 1 – 1                                                                  | Senegal                                                                | Amichevole                                                             | -                                                                      | 88’                                                                    |
| 14-10-2009                                                             | Seul                                                                   | Corea del Sud                                                          | 2 – 0                                                                  | Senegal                                                                | Amichevole                                                             | -                                                                      | 58’                                                                    |
| 3-3-2010                                                               | Atene                                                                  | Grecia                                                                 | 0 – 2                                                                  | Senegal                                                                | Amichevole                                                             | -                                                                      | 57’                                                                    |
| 27-5-2010                                                              | Aalborg                                                                | Danimarca                                                              | 2 – 0                                                                  | Senegal                                                                | Amichevole                                                             | -                                                                      |                                                                        |
| 11-8-2010                                                              | Dakar                                                                  | Senegal                                                                | 1 – 0                                                                  | Capo Verde                                                             | Amichevole                                                             | 1                                                                      | 76’                                                                    |
| 9-10-2010                                                              | Dakar                                                                  | Senegal                                                                | 7 – 0                                                                  | Mauritius                                                              | Qual. Coppa d'Africa 2012                                              | -                                                                      | 46’                                                                    |
| 17-11-2010                                                             | Parigi                                                                 | Senegal                                                                | 2 – 1                                                                  | Gabon                                                                  | Amichevole                                                             | -                                                                      | 46’                                                                    |
| 9-2-2011                                                               | Dakar                                                                  | Senegal                                                                | 3 – 0                                                                  | Guinea                                                                 | Amichevole                                                             | -                                                                      | 63’                                                                    |
| 26-3-2011                                                              | Dakar                                                                  | Senegal                                                                | 1 – 0                                                                  | Camerun                                                                | Qual. Coppa d'Africa 2012                                              | -                                                                      | 56’                                                                    |
| 10-8-2011                                                              | Dakar                                                                  | Senegal                                                                | 0 – 2                                                                  | Marocco                                                                | Amichevole                                                             | -                                                                      | 61’                                                                    |
| 9-10-2011                                                              | Curepipe                                                               | Mauritius                                                              | 0 – 2                                                                  | Senegal                                                                | Qual. Coppa d'Africa 2012                                              | -                                                                      | 58’                                                                    |
| 11-11-2011                                                             | Mantes-la-Ville                                                        | Senegal                                                                | 4 – 1                                                                  | Guinea                                                                 | Amichevole                                                             | 1                                                                      | 46’                                                                    |
| 29-2-2012                                                              | Durban                                                                 | Sudafrica                                                              | 0 – 0                                                                  | Senegal                                                                | Amichevole                                                             | -                                                                      | 90+5’                                                                  |
| 5-2-2013                                                               | Saint-Leu-la-Forêt                                                     | Senegal                                                                | 1 – 1                                                                  | Guinea                                                                 | Amichevole                                                             | -                                                                      | 46’                                                                    |
| 23-3-2013                                                              | Conakry                                                                | Senegal                                                                | 1 – 1                                                                  | Angola                                                                 | Qual. Mondiali 2014                                                    | -                                                                      | 88’                                                                    |
| 8-6-2013                                                               | Luanda                                                                 | Angola                                                                 | 1 – 1                                                                  | Senegal                                                                | Qual. Mondiali 2014                                                    | -                                                                      | 80’                                                                    |
| 14-8-2013                                                              | Saint-Leu-la-Forêt                                                     | Zambia                                                                 | 1 – 1                                                                  | Senegal                                                                | Amichevole                                                             | -                                                                      | 46’                                                                    |
| 7-9-2013                                                               | Dakar                                                                  | Senegal                                                                | 1 – 0                                                                  | Uganda                                                                 | Qual. Mondiali 2014                                                    | -                                                                      | 75’                                                                    |
| 16-11-2013                                                             | Casablanca                                                             | Senegal                                                                | 1 – 1                                                                  | Costa d'Avorio                                                         | Qual. Mondiali 2014                                                    | -                                                                      | 90+2’                                                                  |
| 5-9-2014                                                               | Dakar                                                                  | Senegal                                                                | 2 – 0                                                                  | Egitto                                                                 | Qual. Coppa d'Africa 2015                                              | 1                                                                      | 68’                                                                    |
| 10-9-2014                                                              | Gaborone                                                               | Botswana                                                               | 0 – 2                                                                  | Senegal                                                                | Qual. Coppa d'Africa 2015                                              | -                                                                      | 77’                                                                    |
| 15-11-2014                                                             | Il Cairo                                                               | Egitto                                                                 | 0 – 1                                                                  | Senegal                                                                | Qual. Coppa d'Africa 2015                                              | 1                                                                      | 79’                                                                    |
| 19-11-2014                                                             | Dakar                                                                  | Senegal                                                                | 3 – 0                                                                  | Botswana                                                               | Qual. Coppa d'Africa 2015                                              | -                                                                      | 61’                                                                    |
| 9-1-2015                                                               | Casablanca                                                             | Senegal                                                                | 1 – 0                                                                  | Gabon                                                                  | Amichevole                                                             | -                                                                      | 46’                                                                    |
| 19-1-2015                                                              | Mongomo                                                                | Ghana                                                                  | 1 – 2                                                                  | Senegal                                                                | Coppa d'Africa 2015 - 1º turno                                         | 1                                                                      |                                                                        |
| 23-1-2015                                                              | Mongomo                                                                | Sudafrica                                                              | 1 – 1                                                                  | Senegal                                                                | Coppa d'Africa 2015 - 1º turno                                         | -                                                                      |                                                                        |
| 27-1-2015                                                              | Malabo                                                                 | Senegal                                                                | 0 – 2                                                                  | Algeria                                                                | Coppa d'Africa 2015 - 1º turno                                         | -                                                                      | 67’                                                                    |
| 28-3-2015                                                              | Le Havre                                                               | Senegal                                                                | 2 – 1                                                                  | Ghana                                                                  | Amichevole                                                             | -                                                                      | 89’                                                                    |
| 13-6-2015                                                              | Dakar                                                                  | Senegal                                                                | 3 – 1                                                                  | Burundi                                                                | Qual. Coppa d'Africa 2017                                              | 1                                                                      | 85’                                                                    |
| 13-11-2015                                                             | Antananarivo                                                           | Madagascar                                                             | 2 – 2                                                                  | Senegal                                                                | Qual. Mondiali 2018                                                    | 1                                                                      |                                                                        |
| 17-11-2015                                                             | Dakar                                                                  | Senegal                                                                | 3 – 0                                                                  | Madagascar                                                             | Qual. Mondiali 2018                                                    | 1                                                                      |                                                                        |
| 26-3-2016                                                              | Dakar                                                                  | Senegal                                                                | 2 – 0                                                                  | Niger                                                                  | Qual. Coppa d'Africa 2017                                              | -                                                                      |                                                                        |
| 29-3-2016                                                              | Niamey                                                                 | Niger                                                                  | 1 – 2                                                                  | Senegal                                                                | Qual. Coppa d'Africa 2017                                              | -                                                                      |                                                                        |
| 28-5-2016                                                              | Kigali                                                                 | Ruanda                                                                 | 0 – 2                                                                  | Senegal                                                                | Amichevole                                                             | 1                                                                      | 49’                                                                    |
| 4-6-2016                                                               | Bujumbura                                                              | Burundi                                                                | 0 – 2                                                                  | Senegal                                                                | Qual. Coppa d'Africa 2017                                              | 1                                                                      |                                                                        |
| 3-9-2016                                                               | Dakar                                                                  | Senegal                                                                | 2 – 0                                                                  | Namibia                                                                | Qual. Coppa d'Africa 2017                                              | -                                                                      | 73’                                                                    |
| 12-11-2016                                                             | Polokwane                                                              | Sudafrica                                                              | 2 – 1                                                                  | Senegal                                                                | Qual. Mondiali 2018                                                    | -                                                                      | 60’                                                                    |
| 11-1-2017                                                              | Brazzaville                                                            | Rep. del Congo                                                         | 0 – 2                                                                  | Senegal                                                                | Amichevole                                                             | -                                                                      |                                                                        |
| 15-1-2017                                                              | Franceville                                                            | Tunisia                                                                | 0 – 2                                                                  | Senegal                                                                | Coppa d'Africa 2017 - 1º turno                                         | -                                                                      |                                                                        |
| 19-1-2017                                                              | Franceville                                                            | Senegal                                                                | 2 – 0                                                                  | Zimbabwe                                                               | Coppa d'Africa 2017 - 1º turno                                         | -                                                                      | 62’                                                                    |
| 29-1-2017                                                              | Franceville                                                            | Senegal                                                                | 0 – 0 dts (4 – 5 dtr)                                                  | Camerun                                                                | Coppa d'Africa 2017 - Quarti di finale                                 | -                                                                      | 64’ 13’                                                                |
| 23-3-2017                                                              | Londra                                                                 | Nigeria                                                                | 1 – 1                                                                  | Senegal                                                                | Amichevole                                                             | -                                                                      |                                                                        |
| 6-6-2017                                                               | Dakar                                                                  | Senegal                                                                | 0 – 0                                                                  | Uganda                                                                 | Amichevole                                                             | -                                                                      | 57’                                                                    |
| 10-6-2017                                                              | Dakar                                                                  | Senegal                                                                | 3 – 0                                                                  | Guinea Equatoriale                                                     | Qual. Coppa d'Africa 2019                                              | -                                                                      | 66’                                                                    |
| 27-3-2018                                                              | Dakar                                                                  | Senegal                                                                | 0 – 0                                                                  | Bosnia ed Erzegovina                                                   | Amichevole                                                             | -                                                                      | 68’                                                                    |
| 31-5-2018                                                              | Lussemburgo                                                            | Lussemburgo                                                            | 0 – 0                                                                  | Senegal                                                                | Amichevole                                                             | -                                                                      | 46’                                                                    |
| 8-6-2018                                                               | Osijek                                                                 | Croazia                                                                | 2 – 1                                                                  | Senegal                                                                | Amichevole                                                             | -                                                                      | 74’                                                                    |
| 11-6-2018                                                              | Grödig                                                                 | Senegal                                                                | 2 – 0                                                                  | Corea del Sud                                                          | Amichevole                                                             | -                                                                      | 81’                                                                    |
| 19-6-2018                                                              | Mosca                                                                  | Polonia                                                                | 1 – 2                                                                  | Senegal                                                                | Mondiali 2018 - 1º turno                                               | -                                                                      | 62’                                                                    |
| 24-6-2018                                                              | Kazan'                                                                 | Senegal                                                                | 2 – 2                                                                  | Giappone                                                               | Mondiali 2018 - 1º turno                                               | -                                                                      | 86’                                                                    |
| Totale                                                                 |                                                                        | Presenze                                                               | 51                                                                     |                                                                        | Reti                                                                   | 10                                                                     |                                                                        |

## Palmarès
- 1. divisjon: 1

Molde: 2007
- Coppa di Lega inglese: 1

Manchester United: 2009-2010